# The Showdown (film 1940)
The Showdown è un film del 1940 diretto da Howard Bretherton.
È un western statunitense con William Boyd e Russell Hayden.
Il personaggio principale, interpretato da Boyd, è Hopalong Cassidy, l'eroe del vecchio West nato da una serie di racconti brevi dall'autore Clarence E. Mulford e protagonista di oltre 60 film western e di una serie televisiva.

## Produzione
Il film, diretto da Howard Bretherton su una sceneggiatura di Donald Kusel e Harold Daniel Kusel e un soggetto di Jack Jungmeyer, fu prodotto da Harry Sherman tramite la Harry Sherman Productions e girato nei pressi della stazione di Chatsworth a Chatsworth e a Kernville, in California, da metà settembre 1939. Il titolo di lavorazione fu Gun Chores. Il brano della colonna sonora Mi Solo Amor fu composto da Phil Ohman e Foster Carling.

## Distribuzione
Il film fu distribuito negli Stati Uniti dall'8 marzo 1940 al cinema dalla Paramount Pictures.
Altre distribuzioni:
- in Brasile (O Trunfo de Paris)
- in Svezia (Hopalong Cassidy: Uppgörelsen)

## Promozione
Tra le tagline:
- HOPPY'S ON THE LOOSE... bucking a game with the deck stacked against him!
- THE 'BARON' WAS SMOOTH WITH WORDS AND CARDS... BUT HOPPY CALLED HIS BLUFF! Treachery rides the range as Hoppy mixes with the toughest gang of outlaws ever to rustle a horse.
- "Reach 'Baron'! You've dealt from your last stacked deck and I'm callin' for a showdown!